# Petinomys
Petinomys (Thomas, 1908) è un genere di roditori della famiglia degli Sciuridi che comprende nove specie di scoiattoli volanti originarie del Sud-est asiatico, note collettivamente come scoiattoli volanti nani.

## Tassonomia e distribuzione
Il genere comprende le seguenti specie:
- Petinomys crinitus (Hollister, 1911) - scoiattolo volante di Basilan (isola di Basilan);
- Petinomys fuscocapillus (Jerdon, 1847) - scoiattolo volante di Travancore (India meridionale e Sri Lanka);
- Petinomys genibarbis (Horsfield, 1822) - scoiattolo volante dai mustacchi (Malaysia, Sumatra, Giava e Borneo);
- Petinomys hageni (Jentink, 1888) - scoiattolo volante di Hagen (Borneo e Sumatra);
- Petinomys lugens (Thomas, 1895) - scoiattolo volante di Sipora (isole di Sipora e Pagai del nord);
- Petinomys mindanensis (Rabor, 1939) - scoiattolo volante di Mindanao (isole di Dinagat, Siargao e Mindanao);
- Petinomys sagitta (Linnaeus, 1766) - scoiattolo volante freccia (Giava);
- Petinomys setosus (Temminck, 1844) - scoiattolo volante di Temminck (Myanmar, Thailandia, Malaysia, Sumatra e Borneo);
- Petinomys vordermanni (Jentink, 1890) - scoiattolo volante di Vordermann (Myanmar meridionale, Thailandia, Malaysia e Borneo).

## Descrizione
Il corpo dei Petinomys misura 9,2-40,6 cm e la coda 8,5–40 cm; riguardo al peso, esso varia dai 22,5-51,5 g di P. vordermanni ai 26,5-58 g di P. setosus, fino ai circa 110 g di P. genibarbis. La pelliccia è piuttosto folta e relativamente soffice sulle regioni superiori, e fine su quelle inferiori. La colorazione varia moltissimo: le regioni superiori sono sempre marroncine, ma la loro tonalità varia dal rossiccio-castano al quasi nero, mentre quelle inferiori variano dal quasi bianco al grigio ardesia scuro. In alcune specie la coda è color camoscio, ma si fa più scura verso l'estremità.
Nell'aspetto generale questi animali ricordano gli altri scoiattoli volanti diffusi nel Sud-est asiatico, ma differiscono da essi in alcuni aspetti del cranio. Hanno la testa larga e schiacciata, con un muso corto. La coda, in alcune specie, è appiattita come una piuma, dal momento che i peli posti ai lati sono rivolti verso l'esterno. I peli al di sotto di essa sono più corti e aderenti all'asse, ma quelli della parte superiore non sono né corti né aderenti all'asse, bensì molto folti. Le femmine hanno quattro o sei mammelle.

## Biologia
Questi scoiattoli abitano nelle foreste tropicali, dal livello del mare fino a 1210 m di quota. Le loro abitudini non sono ben conosciute, ma in apparenza ricordano quelle degli altri scoiattoli volanti del Sud-est asiatico. Essi dormono durante il giorno nelle cavità degli alberi e sono attivi di notte, quando vanno in cerca di cibo. Si nutrono di noci, frutta, giovani ramoscelli, teneri germogli e foglie, probabilmente della corteccia di certi alberi e, forse, anche di alcuni insetti.
In P. genibarbis la gestazione è piuttosto lunga, dato che dura più di 53 giorni, e i piccoli, diversamente da quelli di altri scoiattoli volanti, nascono completamente ricoperti di pelo, con gli occhi aperti, e sono in grado di arrampicarsi e di assumere cibo solido fin dal primo giorno di vita. Ciascuna nidiata comprende un unico piccolo in P. genibarbis, uno o due piccoli in P. setosus e da uno a tre in P. vordermanni.

## Conservazione
La specie P. lugens, che vive solamente su due piccole isole minacciate dalla deforestazione e da altre attività umane, è inserita dalla IUCN tra le specie in pericolo. È probabile che anche altre specie siano in pericolo, ma le conosciamo ancora troppo poco per stabilire questo con sicurezza.